# Образованщина
«Образова́нщина» — публицистическое эссе Александра Солженицына, обращённое к советской интеллигенции. Написано в январе 1974 года, впервые опубликовано в сборнике «Из-под глыб» издательством ИМКА-Пресс в Париже на русском языке в 1974 году. В СССР нелегально распространялось в самиздате, впервые опубликовано в 1991 году в журнале «Новый мир» (№ 5, 1991).
Эссе вызвало споры и резкую критику со стороны либеральной интеллигенции, а использованное автором слово «образованщина» стало крылатым выражением. Идеи и положения, изложенные в «Образованщине», нашли своё продолжение и развитие в публицистических работах Солженицына «Жить не по лжи» (1974) и «Наши плюралисты» (1982).